# Schlagfigur
Eine Schlagfigur oder Taktierfigur ist ein Bewegungsschema, das von Dirigenten verwendet wird, um die verschiedenen Zählzeiten eines Taktes durch Taktieren anzuzeigen. Er benutzt dabei Auf-, Ab- und Seitwärtsbewegungen. Grundsätzlich wird die erste, betonte Zählzeit eines Taktes vertikal nach unten geschlagen, weitere, kleinere Betonungen (meistens auf der Takthälfte) innerhalb des Taktes werden durch Änderung der horizontalen Bewegungsrichtung angezeigt.
Im Folgenden werden ein paar schematische Darstellungen der gebräuchlichsten Schlagfiguren aus der Perspektive des Dirigenten für die rechte Hand dargestellt. Diese sind zwar nicht verbindlich und spiegeln sicherlich nicht die Art zu taktieren wider, sind aber so allgemein anerkannt, dass sie als normierte Ausgangsbasis zu sehen sind. Grüne Punkte geben die Hauptzählzeiten, rote die Nebenzählzeiten an. Wird mit zwei Händen taktiert, bewegt der Dirigent die Hände spiegelsymmetrisch. Fortgeschrittene Dirigenten nutzen die linke Hand jedoch häufig unabhängig von den Schlagbewegungen der rechten Hand, um mit ihr Hinweise auf die musikalische Gestaltung zu geben oder Einsätze von Musikern anzuzeigen.

## Der einteilige Takt
Alle Takte, bei denen nur der Taktbeginn markiert wird, werden nur durch Auf- und Abbewegung angezeigt. Dabei kann man differenzieren zwischen „geraden“ (zwei Achtel, zwei Viertel usw.) und „ungeraden“ (drei Achtel, drei Viertel) Takten. Letztere können mit einer Rundung versehen werden, also quasi „im Kreis“.

## Der zweiteilige Takt
Hierunter fallen sämtliche Taktarten, die zwei „gefühlte“ Hauptzeiten haben, zum Beispiel:
- zwei Viertel (etwa von Adagio bis Allegretto)
- zwei Halbe (Alla breve)
- zwei Achtel (im langsamen Tempo)
- sechs Achtel (zweimal drei Achtel, Allegretto bis Presto)

## Der dreiteilige Takt
Alle dreiteiligen Takte, deren Zählzeiten zeitlich so weit voneinander entfernt sind, dass sie einzeln markiert werden sollten.

## Der vierteilige Takt
Zum Beispiel:

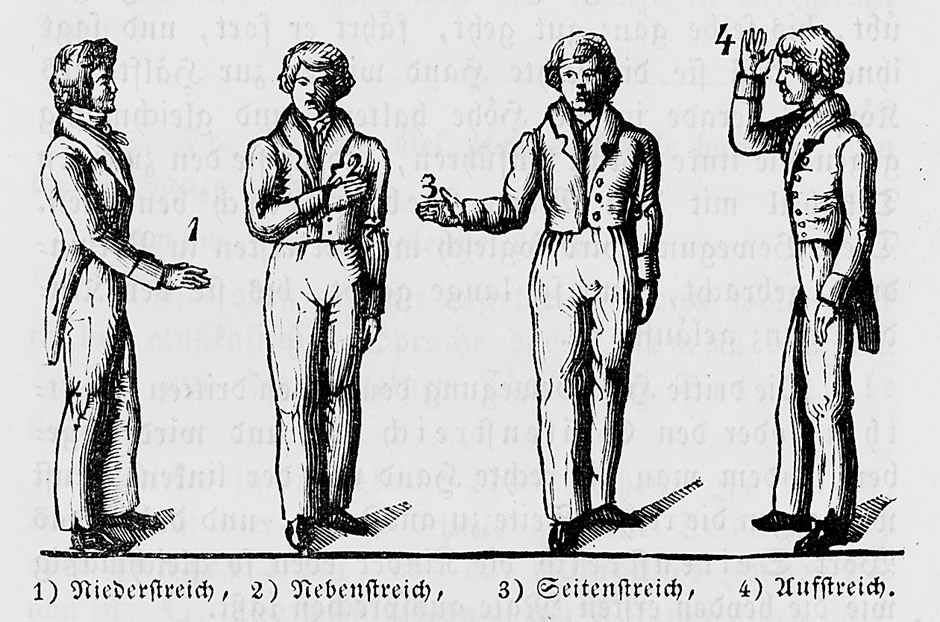
Die vier Schläge für den Vierertakt (Holzschnitt 1831)

- vier Viertel (etwa von Adagio bis Allegretto)
- vier Halbe
- zwölf Achtel (vier mal drei Achtel)

Unterbetonung auf der Takthälfte (3) angezeigt durch Richtungswechsel.

## Der fünfteilige Takt
Da diese Taktarten zu den Asymmetrischen gehören, müssen, je nach Fall, zwei verschiedene Figuren verwendet werden. Welche von beiden zutrifft, muss aus dem Zusammenhang bzw. aus dem Notenbild entschieden werden.

### „3+2“
Dieser Takt hat die längere „Hälfte“ zu Beginn. Die Unterbetonung liegt auf der vierten Zählzeit, weswegen hier, analog zum sechsteiligen Takt, die Bewegungsrichtung gewechselt wird:

### „2+3“
Dieser Takt hat die kürzere „Hälfte“ zu Beginn. Seine Unterbetonung liegt auf der dritten Zählzeit, folglich wechselt auch hier die Bewegungsrichtung:
Oft begegnet man in der Literatur auch fünfteiligen Takten, die so schnell gespielt werden, dass eine Unterteilung in fünf einzelne Schläge nicht sinnvoll ist. Da der entstehende Takt zweiteilig ist, benutzt man das entsprechende Schlagbild, wobei ein Schlag länger ist als der andere.

## Der sechsteilige Takt
Zum Beispiel:
- sechs Achtel (Largo bis Andante)
- sechs Viertel

Unterbetonung auf der Takthälfte (4) angezeigt durch Richtungswechsel.
Ein Dreivierteltakt, der so langsam gespielt wird, dass eine Unterteilung in Achtel nötig wird, wird nicht in diesem Schema ausgeführt, da die Betonung innerhalb des Taktes nicht übereinstimmt. Stattdessen behält man das Bild des Dreiers bei und unterteilt die einzelnen Schläge.

## Andere Taktarten
Diese Takte besitzen keine eigenen Schlagfiguren. Sie sind vielmehr Ableitungen aus den oben genannten Figuren, die je nach Bedarf unterteilt werden. Vorteile sind eine unbegrenzte Erweiterbarkeit sowie Übersichtlichkeit innerhalb des Taktes durch sinnvolle Gruppierung.
- Siebenteilige Takte – Diese Takte lassen sich in den meisten Fällen in drei Untergruppen teilen 2+2+3, 2+3+2, 3+2+2), die sich am dreiteiligen Takt orientieren. Auch hier erschließt sich die Form aus Zusammenhang und Notenbild.
- Achtteilige Takte – Handelt es sich nicht um den „quadratischen“ Spezialfall 2+2+2+2, der natürlich als vierteiliger Schlag ausgeführt wird, benutzt man auch hier den Dreiteiligen. Mögliche Gruppierungen sind 2+3+3, 3+2+3, 3+3+2.
- Neunteilige Takte – Der Normalfall ist hier 3+3+3, also dreiteilig. Vierteilige Möglichkeiten sind 2+2+2+3, 2+2+3+2, 2+3+2+2, 3+2+2+2. Eine weitere Möglichkeit ist es, bei einem 9⁄8-Takt anstelle einer Schlagfigur mit neun Spitzen die Figur des 3⁄4-Taktes zu benutzen, wobei ein Schlag drei Achtel beinhaltet.

Diese Systematik ist unbegrenzt erweiterbar. Siehe dazu auch Taktart.